# Prvenstvo Hrvatske u nogometu za juniore 1993./94.
Juniorski prvaci Hrvatske u nogometu za sezonu 1993./94. su bili nogometaši Osijeka.

## Prvi rang
Prvo je igrano po regijama nogometnog saveza, a četiri najuspješnije momčadi su se plasirale u završnicu.

### Završnica
Igrano u Varaždinu 24. i 25. lipnja 1994.
Konačni poredak: 

1. Osijek (Osijek) 

2. Hajduk (Split) 

3. Croatia (Zagreb) 

4. Varteks (Varaždin)